# Souvanna Banlang
Koning Somdetch Brhat-Anya Chao Suvarna Panalang Raja Sri Sadhana Kanayudha, beter bekend onder de naam Souvanna Banlang, volgde Sao Tia Kaphat op als 12e koning van Lan Xang in 1478. Hij was een zoon van koning Sao Tia Kaphat en zijn eigen naam was Dungakama. Voor zover bekend was hij geboren in 1455. Hij volgde zijn vader op die ten gunste van hem afstand van de troon deed omdat hij de Vietnamezen in 1478 terugdrong. Hij verdreef de Vietnamezen nadat hij een leger had verzameld in Dansai en Chieng Kam. De Vietnamese troepen waren nog moe van de vorige veldslag toen dit leger hen plotseling overviel. De Vietnamese troepen waren zo verrast dat ze via Xhieng Khuang terug naar Vietnam vluchtten. Van de oorspronkelijke 4000 officieren keerden er volgens overlevering slechts 600 in Vietnam terug. 
Hij was de oudste overlevende zoon van koning Sao Tia Kaphat, had de Vietnamezen verslagen en als beloning werd hij gekroond in 1479. Hij kreeg de regeernaam Suvarna Panalang (de gouden troon). Hij begon ook met de wederopbouw van Luang Prabang en andere door de Vietnamezen verwoeste steden. Hij stierf in 1485, voor zover bekend zonder kinderen. Hij werd opgevolgd door zijn jongere broer, Lankara (Lasenthai).